# Drayton Manor
Drayton Manor est un parc à thème familial situé près de Tamworth, dans le Staffordshire, en Angleterre. 

## Histoire
Le 16 octobre 1949, Drayton Manor ouvre ses portes. Situé à proximité du manoir de Drayton, une majestueuse demeure datant de 1790 appartenant autrefois à Robert Peel. La reine Victoria et le prince Albert y séjournent en 1843. Le parc prend donc le nom de la bâtisse.
Le fondateur du parc, George Bryan (1921-2013) est parti de rien. Il a emprunté de l'argent pour acheter l'emplacement qui avait été abandonné après avoir servi à l'armée pendant la guerre, et il a commencé à reconstruire 17 huttes de l'armée, et à installer les premières attractions. 
En août 2011, le parc ouvre un hôtel nommé Drayton Manor Hotel.
Le 3 août 2020, Looping Group fait l’acquisition du parc à la Famille Bryan.

## Le parc d'attractions
Le parc est divisé en cinq zones thématiques :
- Aerial Park
- Pirate Cove
- Action Park
- ThomasLand, une zone ouverte en 2008 consacrée à Thomas et ses amis.

### Montagnes russes
| Nom                                | Type                             | Constructeur            | Année |
| ---------------------------------- | -------------------------------- | ----------------------- | ----- |
| Accelerator                        | Junior Boomerang                 | Vekoma                  | 2011  |
| Buffalo Mountain Coaster           | Montagnes russes E-Powered       | Zamperla                | 1987  |
| The Wave                           | Montagnes russes assises         | Intamin / Space Leisure | 1994  |
| Troublesome Trucks Runaway Coaster | Montagnes russes en métal junior | Gerstlauer              | 2008  |

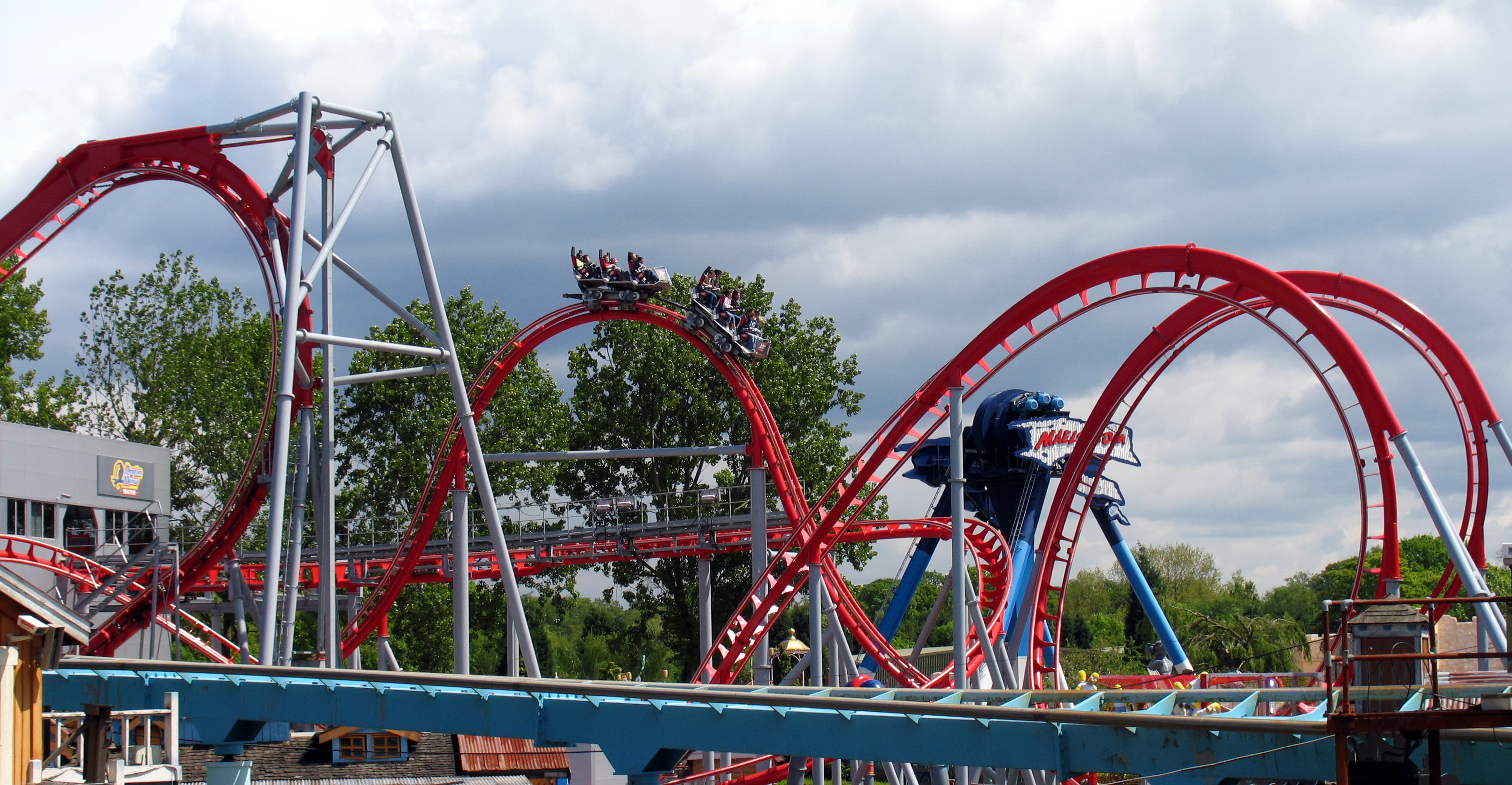
G-Force
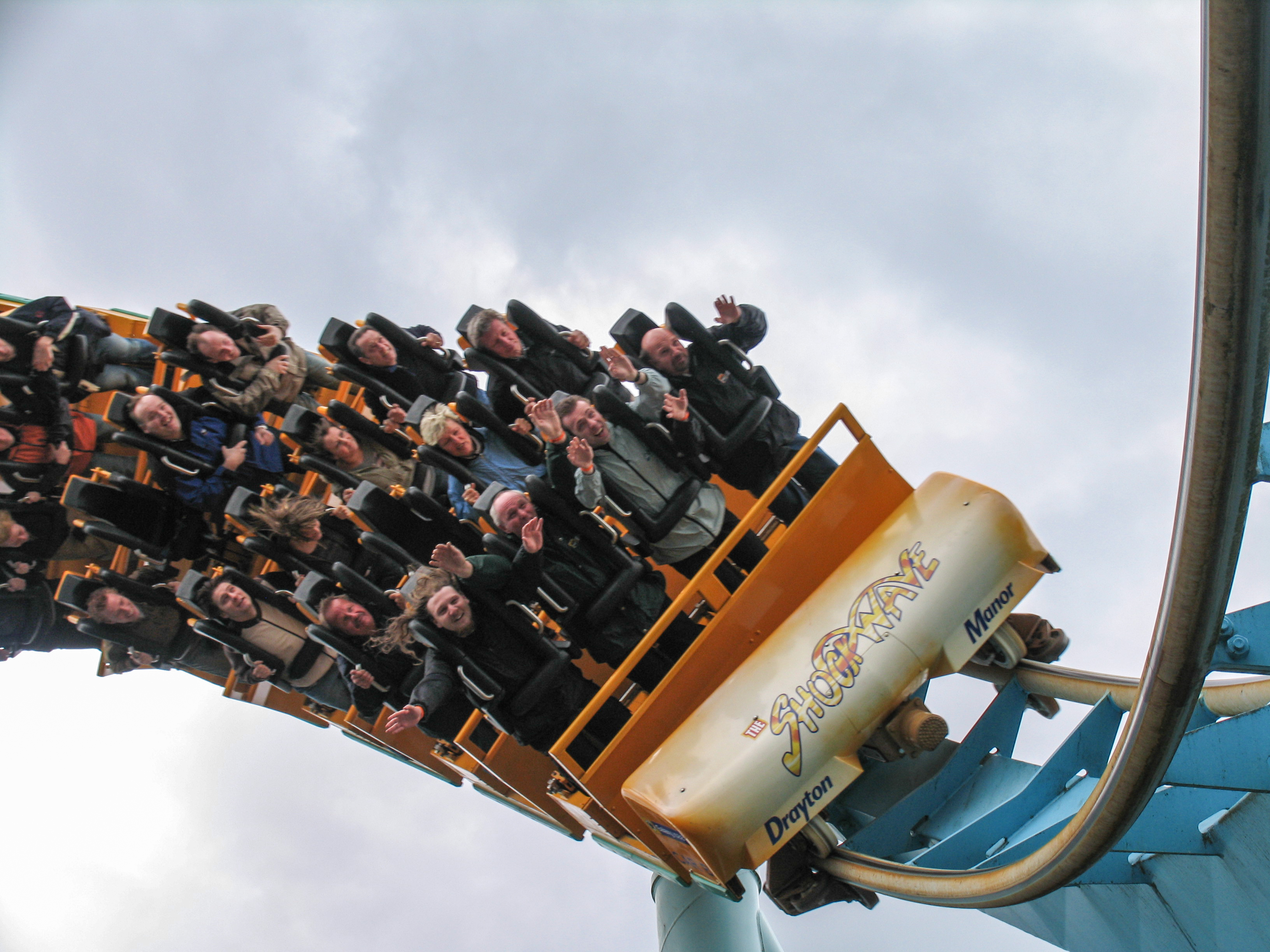
The Wave
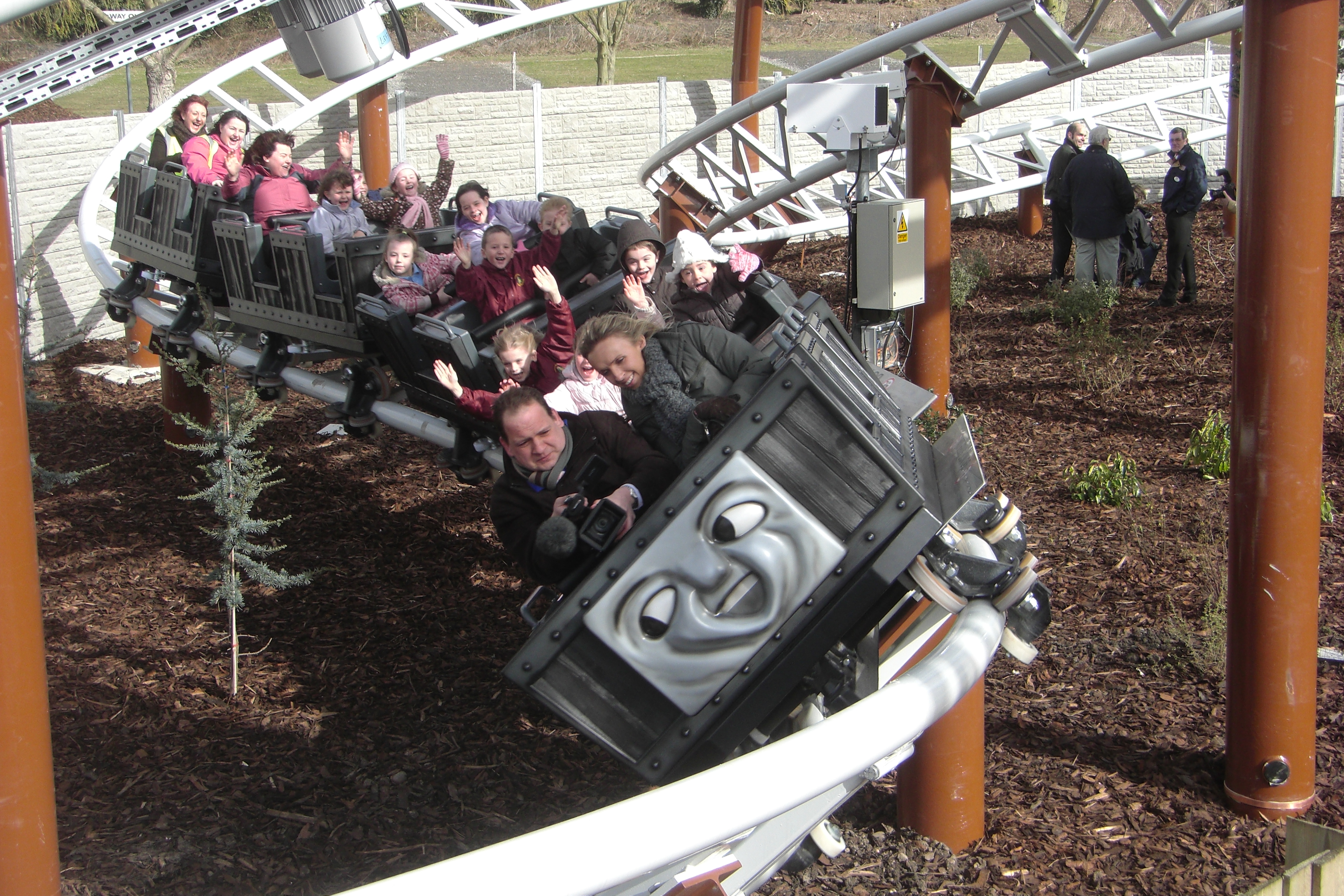
Troublesome Trucks Coaster

### Attractions aquatiques
| Nom                                                 | Type           | Constructeur            | Année     |
| --------------------------------------------------- | -------------- | ----------------------- | --------- |
| River Rapids Anciennement Splash Canyon (1993-2017) | Rivière rapide | Intamin / Space Leisure | 1993/2021 |
| Stormforce10                                        | Bûches         | Bear Rides              | 1999      |

### Attractions à sensations
| Nom                | Type             | Constructeur           | Année |
| ------------------ | ---------------- | ---------------------- | ----- |
| Air Race           | Air Race         | Zamperla               | 2014  |
| Maelstrom          | Frisbee          | Intamin                | 2002  |
| Bounty Pirate Ship | Bateau à bascule | Intamin                | 2007  |
| The Haunting       | Mad house        | Vekoma / Space Leisure | 1996  |

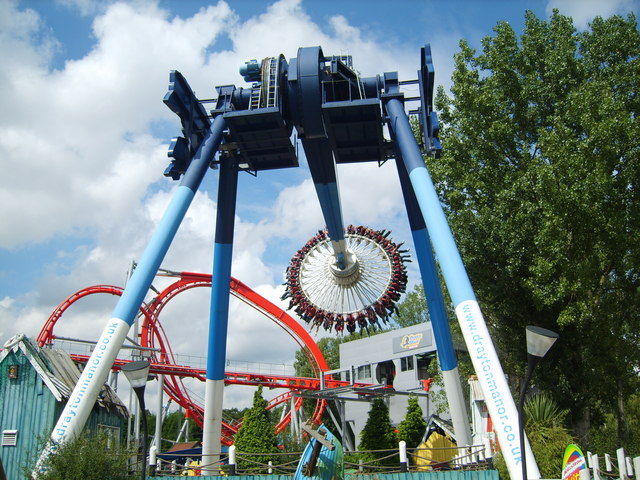
Maelstrom
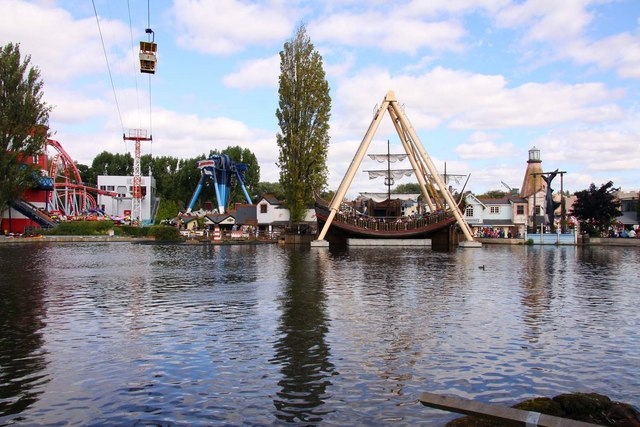
Bounty Pirate Ship

### Autres
| Nom                                                                | Type                         | Constructeur             | Année     |
| ------------------------------------------------------------------ | ---------------------------- | ------------------------ | --------- |
| 4D Cinema                                                          | Cinéma dynamique             | Simworx                  | 2009      |
| Bertie Bus                                                         | Crazy Bus                    | Zamperla                 | 2008      |
| Blue Mountain Engines                                              |                              | Zamperla                 | 2011      |
| Captain's Sea Adventure                                            | Watermania                   | Zamperla                 | 2015      |
| Carousel                                                           | Carrousel                    | Savage                   | 1958      |
| Cranky's Drop Tower                                                | Tour de chute                | Zamperla                 | 2008      |
| Diesel's Locomotion Mayhem                                         | Demolition Derby             | Zamperla                 | 2008      |
| Dodgems Ahoy                                                       | Autos tamponneuses           | I.E. Park                | 1990      |
| Drunken Barrels                                                    | Tasses                       | Intamin                  | 2006      |
| Flying Dutchman                                                    | Chaises volantes             | Intamin                  | 1983      |
| Flynn's Fire Rescue                                                | Fire Brigade                 | Zamperla                 | 2015      |
| Harold's Helicopter Tours                                          | Samba Tower                  | Zamperla                 | 2008      |
| James and the Red Balloon                                          | Samba Balloon                | Zamperla                 | 2017      |
| Jeremy Jet's Flying Academy                                        | Manège avion                 | Zamperla                 | 2008      |
| Jolly Buccaneer                                                    | Music Express                | Mack Rides               | 1992      |
| Lady's Carousel                                                    | Carrousel                    | Zamperla                 | 2008      |
| Polperro Express Train                                             | Train                        | Severn Lamb              | 1971/2003 |
| Rocking Bulstrode                                                  | Rockin' Tug                  | Zamperla                 | 2008      |
| Sheriff's Showdown Anciennement Golden Nuggets Wild West Shoot Out | Parcours scénique interactif | Zamperla / Space Leisure | 2000/2018 |
| Tea Cups                                                           | Tasses                       | Intamin                  | 2006      |
| The Haunting                                                       | Mad House                    | Vekoma                   | 1996      |
| Toby's Tram Express                                                | Barnyard                     | Zamperla                 | 2015      |
| Wave Swinger                                                       | Chaises volantes             | Zierer                   | 2021      |
| Winston's Whistle-Stop Tour                                        | Monorail                     | Zamperla                 | 2013      |

### Anciennes attractions

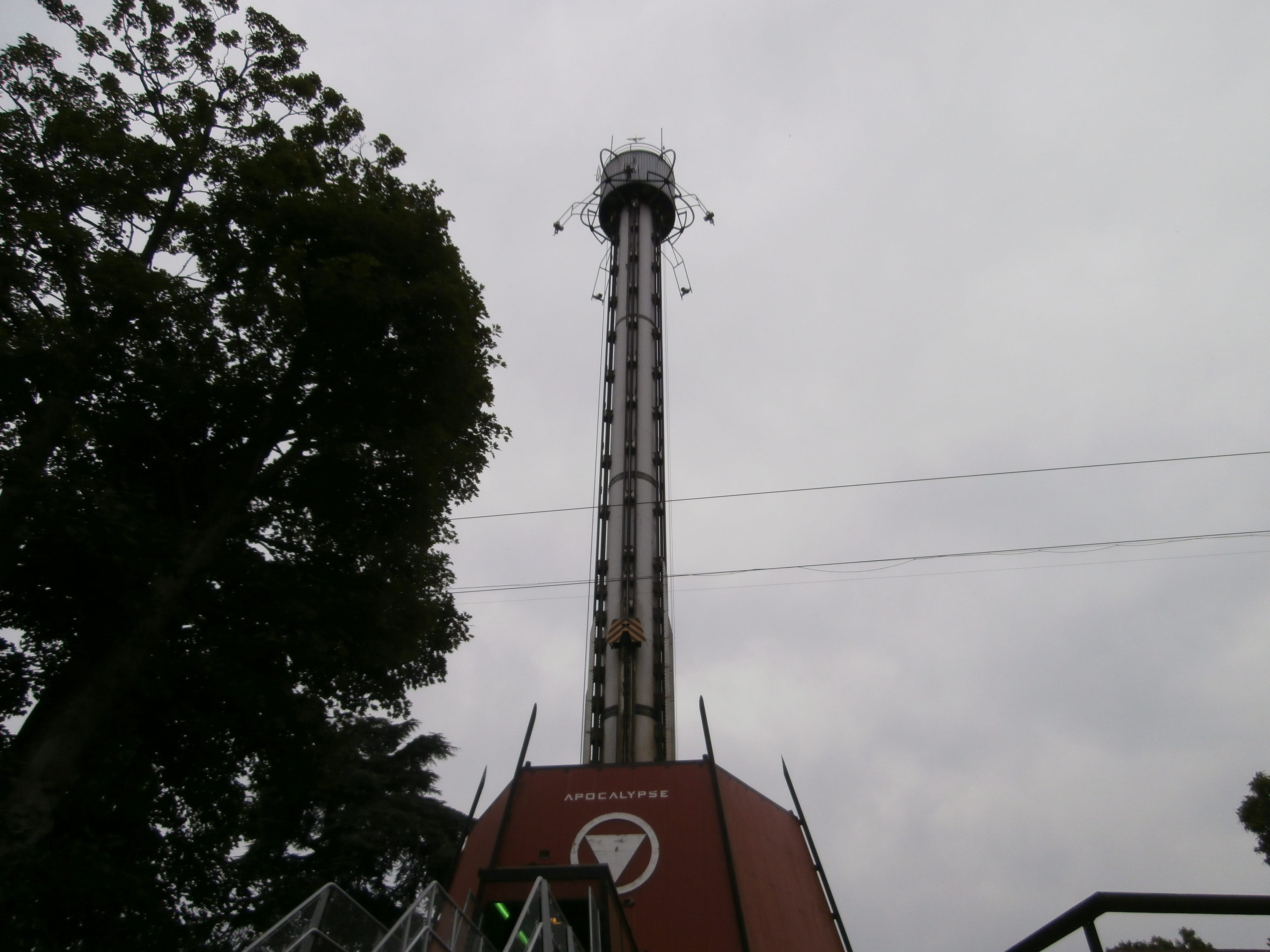
Apocalypse

| Nom                    | Type                                          | Constructeur            | Ouverture | Fermeture       |
| ---------------------- | --------------------------------------------- | ----------------------- | --------- | --------------- |
| Apocalypse             | Tour de chute / Giant Drop en position debout | Intamin / Space Leisure | 2000      | 2022            |
| G-Force                | Skywheel Coaster                              | Maurer Rides            | 2005      | 2018            |
| Jumbo Jet              | Montagnes russes en métal                     | Anton Schwarzkopf       | 1981      | 1983            |
| Klondike Gold Mine     | Montagnes russes en métal                     | Pinfari                 | 1995      | 2004            |
| Log Flume              | Bûches                                        | Reverchon Industries    | 1981      | 1998            |
| Pandemonium            | Cataclysme                                    | Far Fabbri              | 2004      | 30 octobre 2021 |
| Paratower              | Tour parachute                                | Vekoma                  | 1982      | 1997            |
| Python Looping Coaster | Montagnes russes en métal                     | Pinfari                 | 1984      | 1994            |
| Super Dragon           | Montagnes russes junior                       | Pinfari                 | 1984      | 2007            |
| Roller Coaster         | Montagnes russes junior                       | Supercar                | 1970      | 1983            |

- Apocalypse

## Le zoo
Drayton Manor a aussi un zoo de six hectares. Il contient plus de 100 espèces d'animaux. C'est la seule partie de Drayton Manor à être ouverte toute l'année.